# Aykut Kaya
Pour les articles homonymes, voir Kaya.
Aykut Kaya est un karatéka turc né le 15 juin 1990 à Istanbul. Il a remporté la médaille d'or en kumite moins de 60 kilos aux championnats d'Europe de karaté 2013 à Budapest et la médaille d'argent de la même catégorie aux Jeux de la solidarité islamique 2017 à Bakou.